# بوم بوم (ترانه امی)
بوم بوم ترانه‌ای از هنرمند ارمنستانی امی است.این ترانه نماینده ارمنستان در مسابقه آواز یوروویژن ۲۰۱۱ بود.این ترانه در مرحله نیمه نهایی به امتیاز ۵۴ دست یافت و به رتبه دوازدهم رسید و بنابراین اجازه شرکت در فینال را نیافت و به بدترین اجرای ورودی ارمنستان و تنها ورودی این کشور که اجازه شرکت در فینال را نیافت تبدیل شد.